# Utricularia moniliformis
Utricularia moniliformis är en tätörtsväxtart som beskrevs av Peter Geoffrey Taylor. Utricularia moniliformis ingår i släktet bläddror, och familjen tätörtsväxter. Inga underarter finns listade i Catalogue of Life.